# 坂口茉琴
坂口 茉琴（さかぐち まこと、1996年12月23日 - ）は、神奈川県出身の日本の俳優・アクションコーディネーター・アクション監督である。ワーサル所属。

## 略歴
幼少時より動くことが好きで、ブレイクダンスにはまる。2014年よりアクション俳優・坂口拓に憧れ、弟子入り。2014年の『TOKYO TRIBE』で坂口茉琴のために用意された少年・ヨン役で注目される。

## 出演

### 映画
- 「ガーディアンファイター2」（2012年、監督：玉井雅利） - リトルブッチャー 役
- 「魔女の宅急便」（2014年、監督：清水崇）
- 「TOKYO TRIBE」（2014年、監督：園子温） - ヨン 役[4][5][6]
- 「極道大戦争」（2015年、監督：三池崇史） 伊沢マサル 役[2][5][6]
- 「リアル鬼ごっこ」（2015年、監督：園子温）
- 「虎影」（2015年、監督：西村喜廣）
- 「MAX THE MOVIE」（2015年、監督：山口雄大） - スケバン 役
- 「HiGH&LOW THE RED RAIN」（2016年、監督：山口雄大）
- 「蠱毒 ミートボールマシン」（2017年、監督：西村喜廣） - アクション監督
- ブルーハーツが聴こえる「少年の詩」（2017年、監督：清水崇）
- 「RE:BORN」（2017年、監督：下村勇二） - キャスパー 役
- 「暗黒女子」（2017年、監督：耶雲哉治）
- ファイナルライフ-明日、君が消えても-（2017年9月8日配信開始、全12話、Amazonプライム・ビデオ） - アクションコーディネーター
- 「くノ一 阿紀」（2017年、監督：坂口拓）- アクション監督
- 「激突」（2017年、監督：ヤングポール）- アクションコーディネーター
- 「全員死刑」（2017年11月18日） - アクション監督
- 「デメキン」（2017年12月2日） - アクションコーディネーター
- いぬやしき（2018年公開、東宝）（監督：佐藤信介）
- 「マンハント」（2018年、監督：ジョン・ウー）
- クソ野郎と美しき世界「ピアニストを撃つな！」（2018年4月6日）（監督：園子温）アクションコーディネーター
- レッド・ブレイド（2018年12月15日）- アクション監督[7]

### テレビ
- テレビ朝日「女の体当たりサーチ番組 なぜ？そこ？」(2015年、テレビ朝日）
- アイアングランマ（2015年、NHK BSプレミアム）（監督：飯田譲治）
- アイアングランマ2（2018年、NHK BSプレミアム） - アクションコーディネーター
- 魔法×戦士 マジマジョピュアーズ! 第31話（2018年10月28日、テレビ東京） - ソネミー 役
- レッドアイズ 監視捜査班（2021年1月23日 -、日本テレビ） - 兼山 役

### イベント
伊賀忍者 阿修羅
- 東京・上野公演　2014年11月
- 浅草・花やしき公演　2015年8 - 9月
- ブラジル公演（於：第18回フェスティバル・ド・ジャポン）2015年7月
- ミラノ公演（於：ミラノ国際博覧会）2015年6月
- 台湾公演　2015年2月

### CM
- アトラス「ペルソナ5 放課後怪盗編」

### 舞台
- 「GACKT LIVE TOUR」バックダンサー
- 「アニマックス」
- 「君想ふ、故に我アリ」
- 「BODY SLAP」